# Santa Susanna de Batea
Santa Susanna de Batea és una església barroca de Batea (Terra Alta) inclosa a l'Inventari del Patrimoni Arquitectònic de Catalunya.

## Descripció
D'uns 3 x 3 m., tota de carreu i de planta rectangular, aquesta capella no té finestres. Coberta amb lloses de pedra a dues aigües; és l'únic dels templets que no té cap inscripció ni cap mena de signe esculpit, encara que és la que presenta la portada més interessant: un arc de mig punt on els cassetons i medallons barrocs substitueixen les nervadures goticitzants de les altres. Finalment, crida l'atenció que no tingui espadanya.